# Mineral del Monte
Mineral del Monte, ou Real del Monte, est une ancienne petite ville minière perchée à 2 660 mètres d'altitude sur les sommets de l'État d'Hidalgo, au Mexique, devenue une ville touristique.

## Histoire

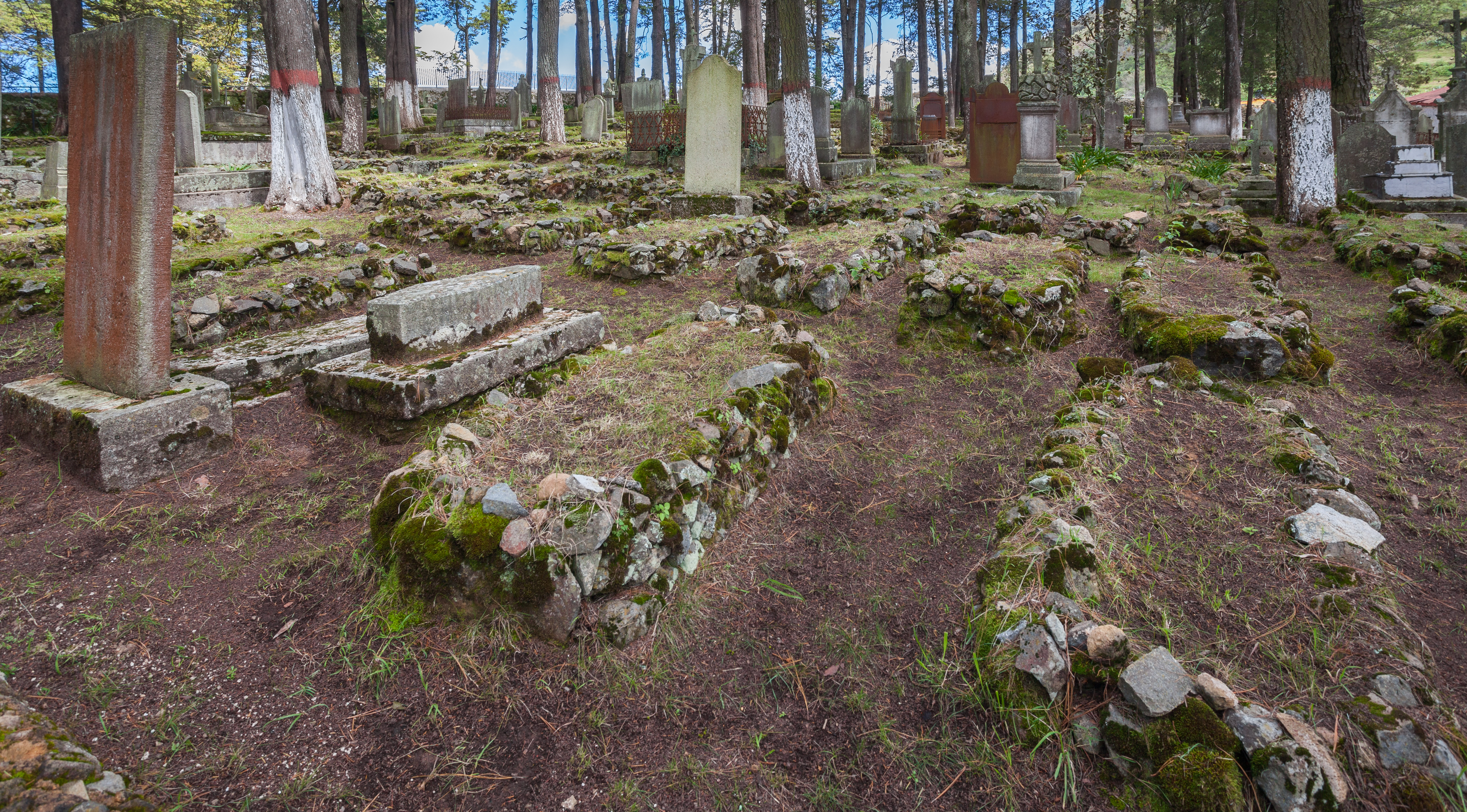
Cimetière des Anglais

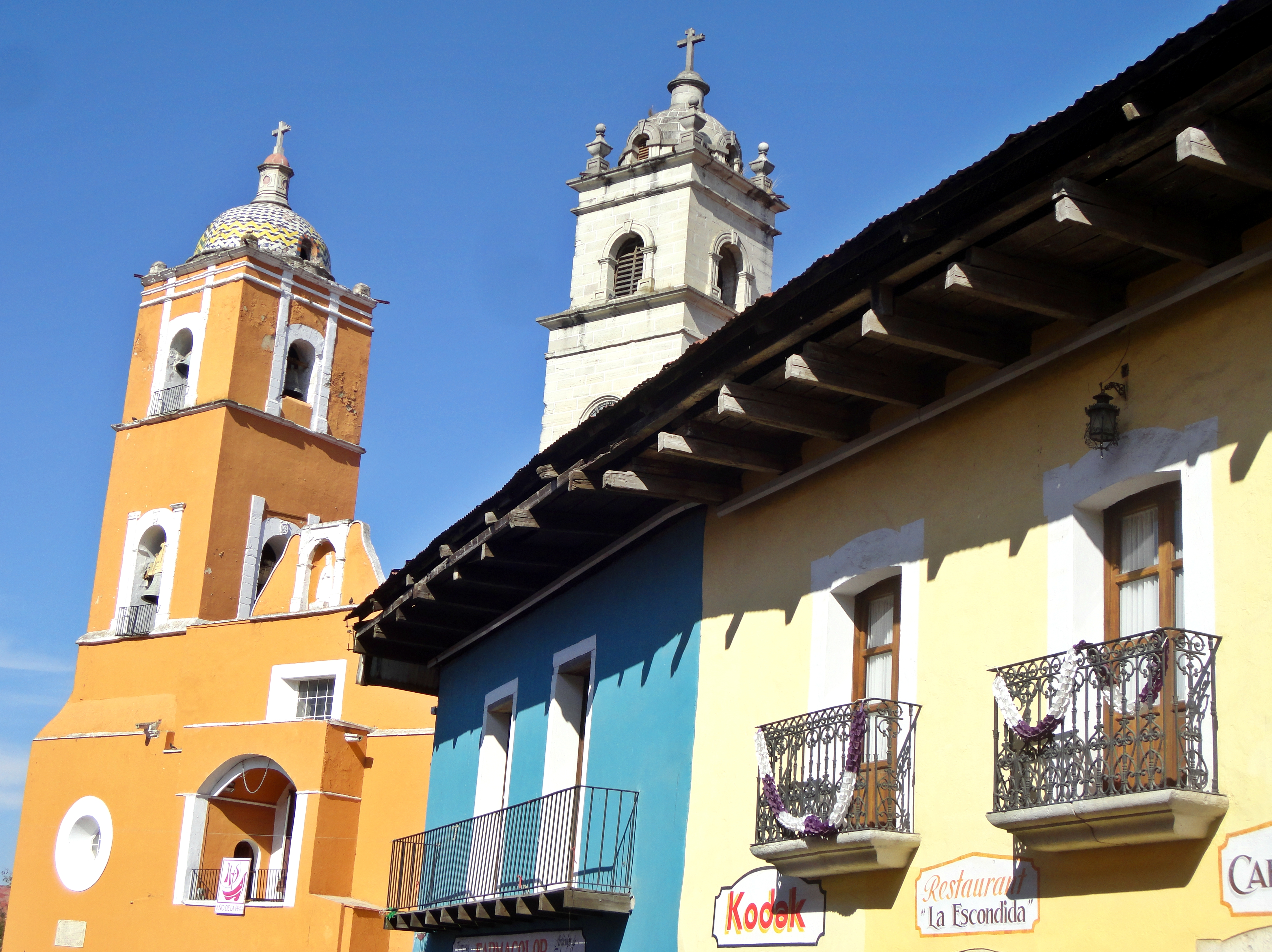
Notre-Dame du Rosaire

Nichée entre les canyons, avec 4 000 kilomètres de galeries, la mine de Mineral del Monte a produit à elle seule plus de la moitié de l’argent exploité durant la colonisation espagnole du Mexique et a permis le développement de la ville sur les flancs de la montagne. Une église y a été édifiée entre le 3e et le 5e sous-sol. Le gisement d'argent fut découvert dès 1552 par un noble espagnol, Alonso Perez de Zamora.
Ce fut la seule mine qui eut le droit de faire valoir son propre sceau (« Real del Monte » d'où l'autre nom de la ville) comme garantie de la qualité de sa production d'argent, jusqu'au marché de l’argent à Londres. Le site fut en particulier développé par Pedro Romero de Terreros, comte de Regla, un magnat des affaires et philanthrope du XVIIIe siècle, qui contribua à la renaissance de la ville, tout comme son fils, qui fit venir plusieurs centaines de techniciens anglais en concédant le gisement à la Compagnie Real del Monte et Pachuca, dont une partie sont enterrés dans le cimetière de la ville, non loin de l'hôpital construit par la compagnie anglaise.
Mineral del Monte fait partie depuis 2004 de la liste des « villes magiques » (Pueblos Mágicos), dans le cadre de la politique de promotion des petites villes et des villages du ministère du tourisme mexicain. Depuis 2017, il abrite des géosites appartenant au Géoparc Comarca Minera.